# Kolonivävare
Kolonivävare (Philetairus socius) är en sydafrikansk fågelart som tillhör familjen vävare (Ploceidae) inom ordningen tättingar. Den gör skäl för sitt namn genom sina mycket stora kolonibon i träd och på telefonstolpar.

## Kännetecken

### Utseende
Fågeln är brun på ovansidan, med ljusbruna bräm (utom på hjässan), svart på hakan och strupen samt blekt brunaktig på undersidan med svarta flanker. Vingar och stjärt är mörkbruna, med blekbruna fan. Näbben är ljus. Ungfågeln är mattare och saknar det svarta på strupen och flankerna. Längden uppgår till 13 centimeter.

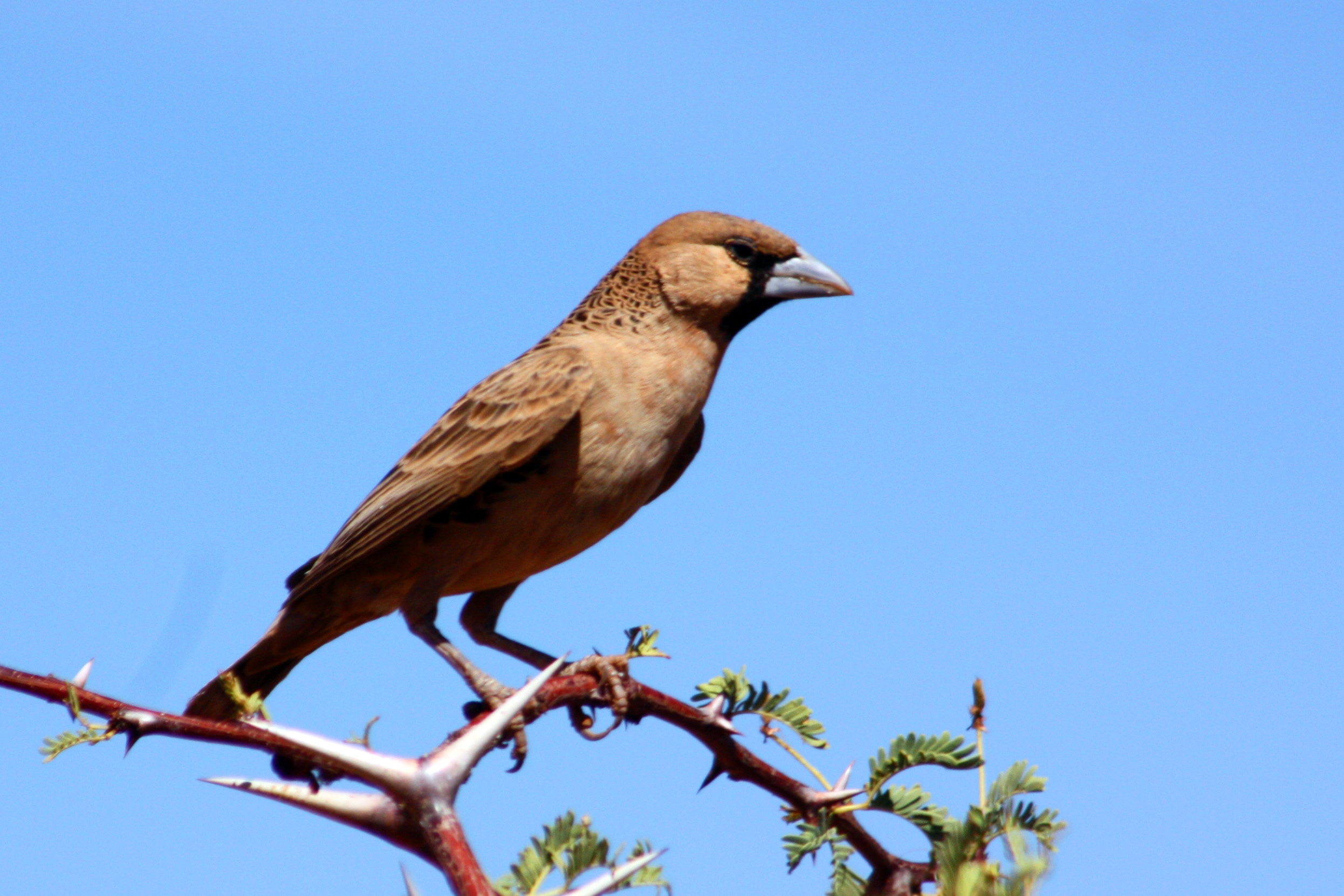
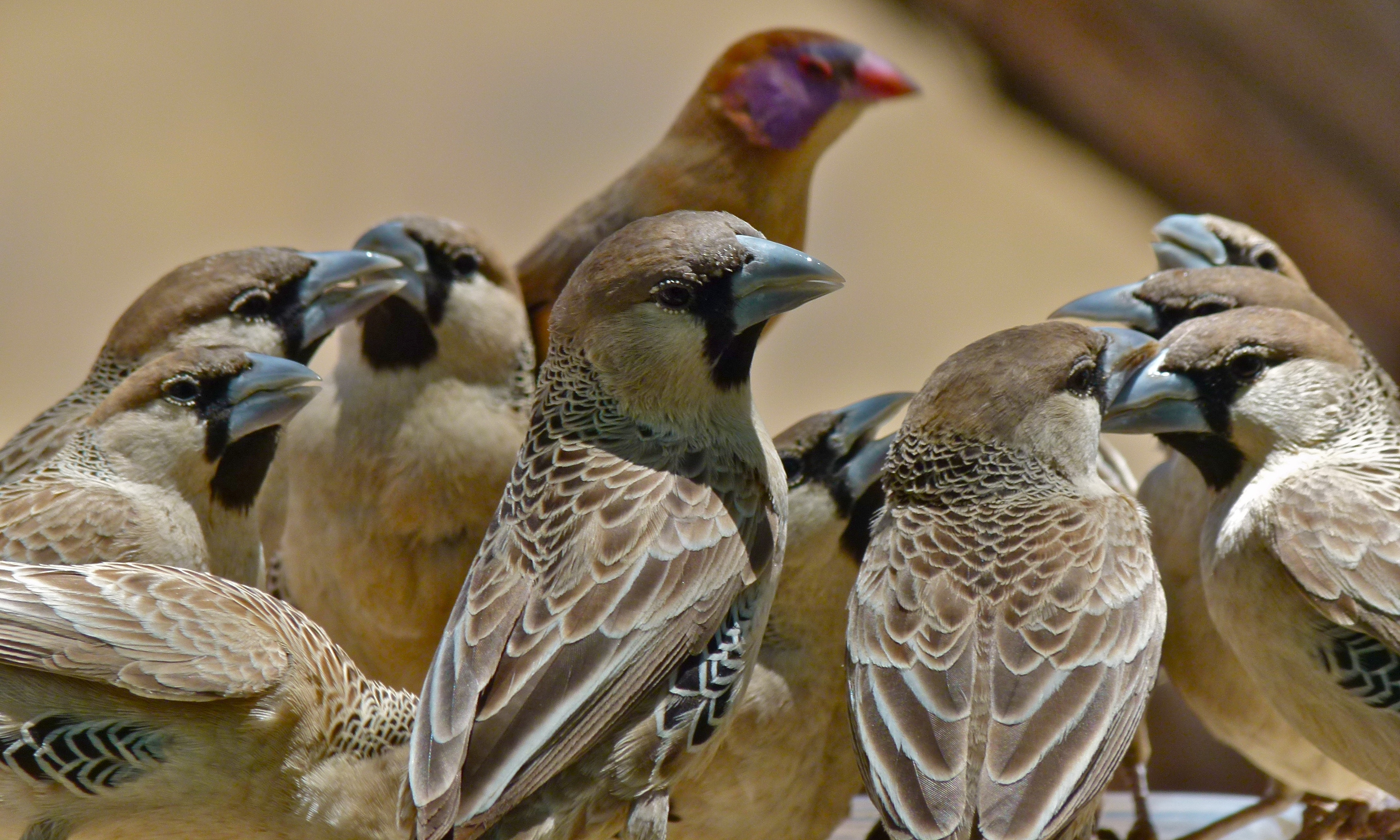
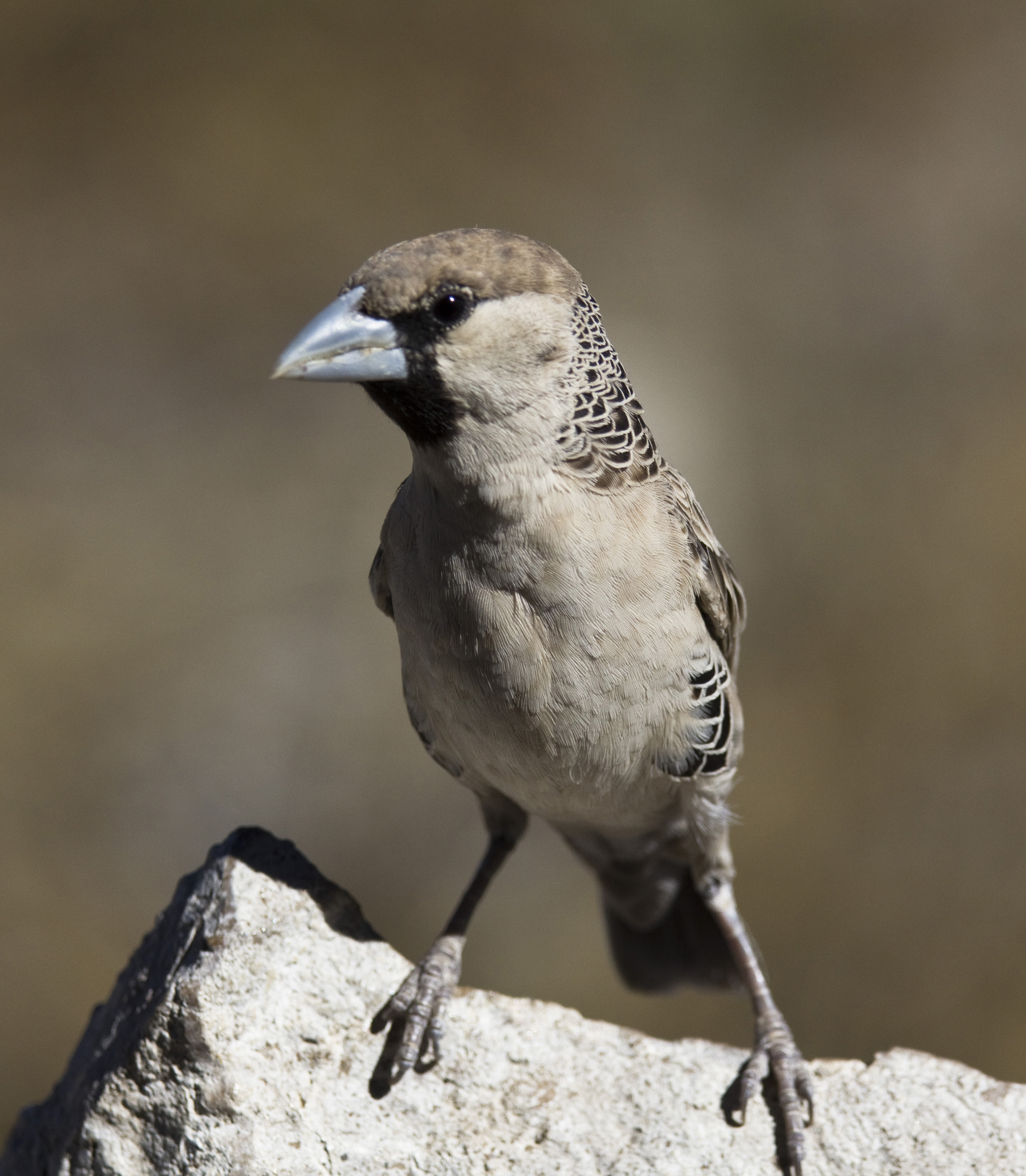

### Läten
Kolonivävarens läte beskrivs i engelsk litteratur som tjattrande "chicker chicker".

## Utbredning och systematik
Fågeln förekommer i Afrika från Namibia och Botswana till norra Sydafrika. Arten delas inte upp i några underarter. Kolonivävaren placeras som ensam art i släktet Philetairus, men DNA-studier visar att den är nära släkt med de två arterna i Pseudonigrita.

Kolonivävarens utbredningsområde.

## Levnadssätt
Fågeln hittas i halvtorr savann och karroobuskmarker. Födan består av frön och insekter.

### Häckning
Fågeln häckar kolonivis, mellan december och augusti i norra Namibia, november–januari i sydöstra delen av utbredningsområdet och i andra områden vid nederbörd. Då flocken funnit en lämplig häckplats bygger varje par sitt eget bo, men bona byggs så tätt intill varandra att konstruktionen till slut ser ut som ett enda stort bo med ett stort tak och med en mängd runda hål på undersidan. Bona används inte två gånger att häcka i, utan nya bon skapas under de gamla, vilka därmed tillsammans med taket utgör täckning för de nya. På detta sätt ökar bomassan år från år i storlek, tills den gren som den hänger på går av av tyngden. Dessa bokonstruktioner påträffas vanligtvis endast i höga och stora träd.

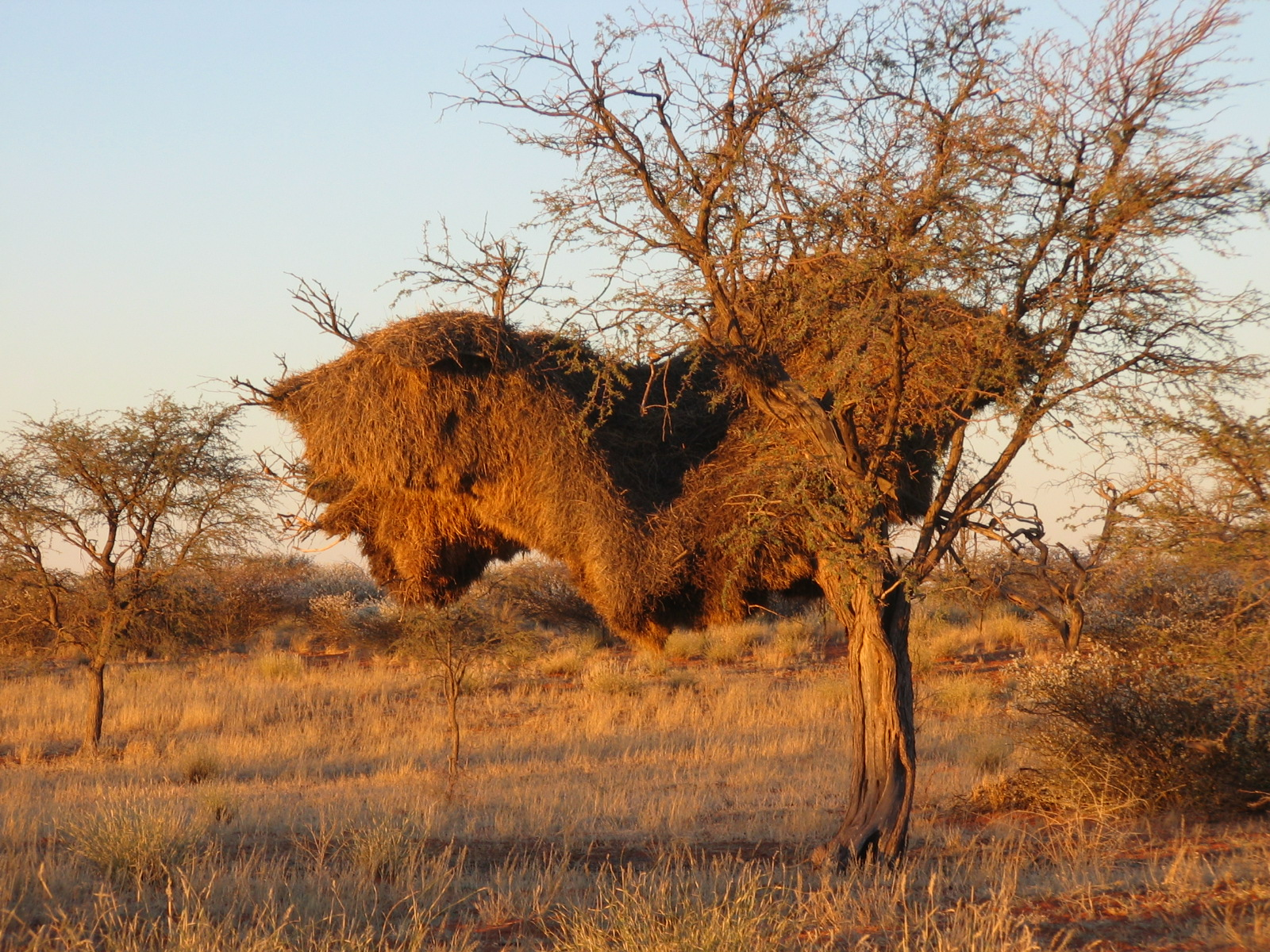
En koloni med kolonivävare
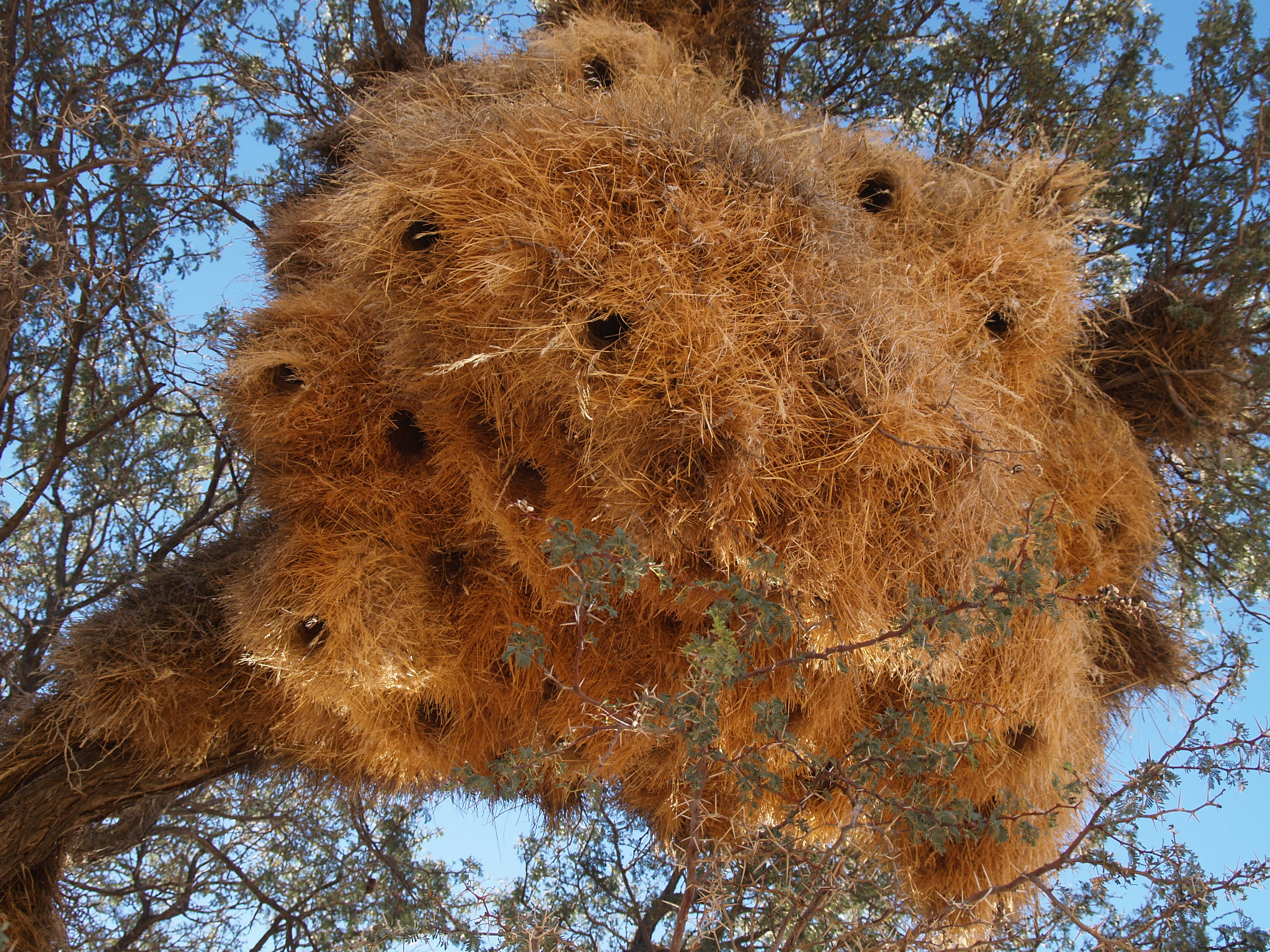
Ingångar till bokamrar

## Status och hot
Arten har ett stort utbredningsområde och en stor population med stabil utveckling. Utifrån dessa kriterier kategoriserar IUCN arten som livskraftig (LC). Världspopulationen har inte uppskattats men den beskrivs som vanlig eller mycket vanlig.

## Namn
Fågeln har på svenska även kallats social vävare.